# Duncan Free
Duncan Free (ur. 25 maja 1973) – australijski wioślarz, złoty medalista w wioślarskiej dwójce bez sternika podczas Letnich Igrzysk Olimpijskich w Pekinie.

## Osiągnięcia
- Igrzyska Olimpijskie – Atlanta 1996 – czwórka podwójna – 2. miejsce[1].
- Mistrzostwa Świata – Aiguebelette-le-Lac 1997 – dwójka podwójna – 3. miejsce[1].
- Mistrzostwa Świata – St. Catharines 1999 – czwórka podwójna – 3. miejsce[1].
- Igrzyska Olimpijskie – Sydney 2000 – czwórka podwójna – 4. miejsce[1].
- Igrzyska Olimpijskie – Ateny 2004 – czwórka podwójna – 7. miejsce[1].
- Mistrzostwa Świata – Eton 2006 – dwójka bez sternika – 1. miejsce[1].
- Mistrzostwa Świata – Monachium 2007 – dwójka bez sternika – 1. miejsce[1].
- Igrzyska Olimpijskie – Pekin 2008 – dwójka bez sternika – 1. miejsce[1].